# Pedro Zamora

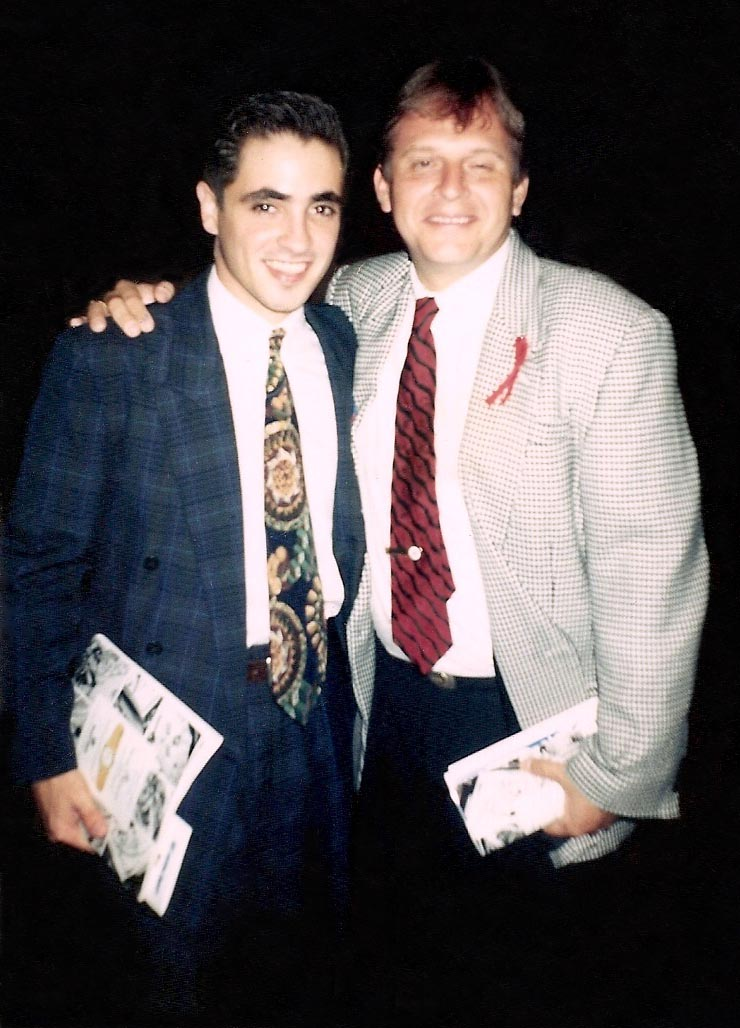
Pedro Zamora (z lewej) i Alonso R. del Portillo w 1993 roku.

Pedro Zamora, właściwie Pedro Pablo Zamora y Díaz (ur. 29 lutego 1972, zm. 11 listopada 1994) – kubańsko-amerykański aktywista gejowski, który będąc osobowością telewizyjną prowadził (m.in w MTV) kampanię na rzecz zwrócenia społecznej uwagi na problematykę HIV/AIDS.

## Życiorys
Urodził się w Diezmero na obrzeżach Hawany (Kuba) jako ósme dziecko w rodzinie. Jego ojciec, Hector, był rewolucjonistą u boku Fidela Castro. Gdy zmienił poglądy polityczne, rodzina Zamora popadła w niełaskę władz. Po wielu latach życia w nędzy w 1980 udało się im dostać do Stanów Zjednoczonych.
O swym zakażeniu wirusem HIV Pedro Zamora dowiedział się przez przypadek. W 1989 roku oddał krew dla Czerwonego Krzyża – po miesiącu otrzymał pismo z informacją, że nie przeszła ona testów. Mimo usilnych starań, pism i próśb – dopiero po sześciu miesiącach przebadano go ponownie i 9 listopada 1989 roku dowiedział się, że jest nosicielem wirusa HIV.
W początkowym okresie przeżył głębokie załamanie, podobnie jak jego rodzina. Wreszcie przełamał się i dołączył do grupy zajmującej się chorymi. Nauczył się żyć z wirusem i tego samego zaczął nauczać innych. Następnie zaczął zgłaszać się do stacji telewizyjnych, by za ich pośrednictwem prowadzić kampanię profilaktyczną. Korzystał także z każdej okazji, by wygłaszać wykłady na ten temat: w kościołach, salach gimnastycznych, szkołach. Rozgłos przyniosły mu przeprowadzone z nim wywiady przez Geraldo Riverę, Phila Donahue i Oprah Winfrey. Stał się jednym z najbardziej znanych aktywistów, których celem było uchronienie młodych ludzi przed HIV i AIDS. Zwrócił na siebie uwagę prezydenta USA Billa Clintona, który w przemowie do Kongresu wspomniał o nim omawiając kwestię chorych. Clinton oddał mu także hołd po jego śmierci, która nastąpiła 11 listopada 1994 roku. Zamora żył zaledwie dwadzieścia dwa lata.
Pasjonował się komiksem, sam kilka stworzył. Po jego śmierci wydano jego "rysunkową" autobiografię: Pedro and Me: Friendship, Loss, and What I Learned, którą bardzo wysoko ocenili wielcy twórcy komiksów (m.in. Frank Miller).
Po własnym udziale w telewizyjnym programie The Real World San Franscisco spotykał się z Seanem Sasserem, także działaczem społecznym, którego następnie poślubił. On i Sasser pozostali parą aż do śmierci Zamory.
59 ulica w Miami otrzymała nazwę „Pedro Zamora Way”.